# Komora bombowa

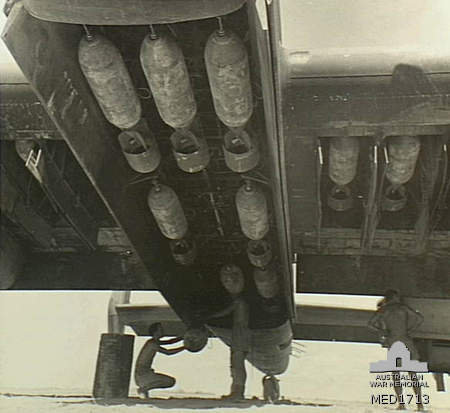
Bomby podwieszone w kadłubowej i wewnątrzskrzydłowej komorze bombowej samolotu Handley Page Halifax

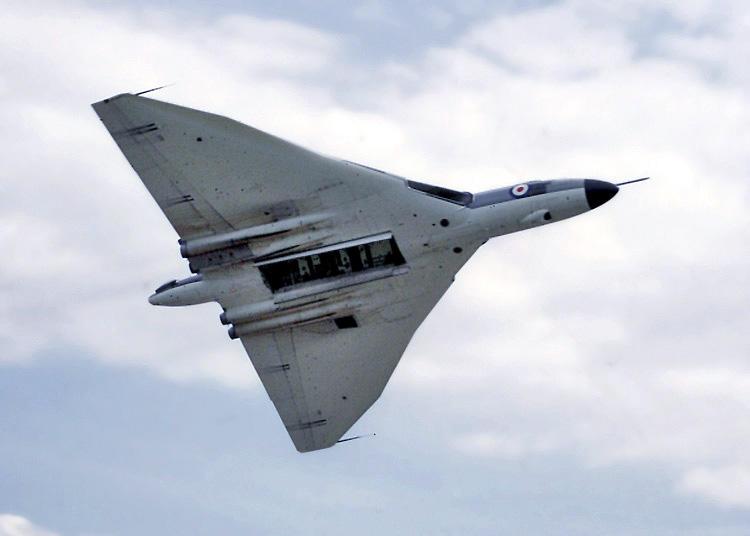
Bombowiec odrzutowy Avro Vulcan z otwartą komorą bombową

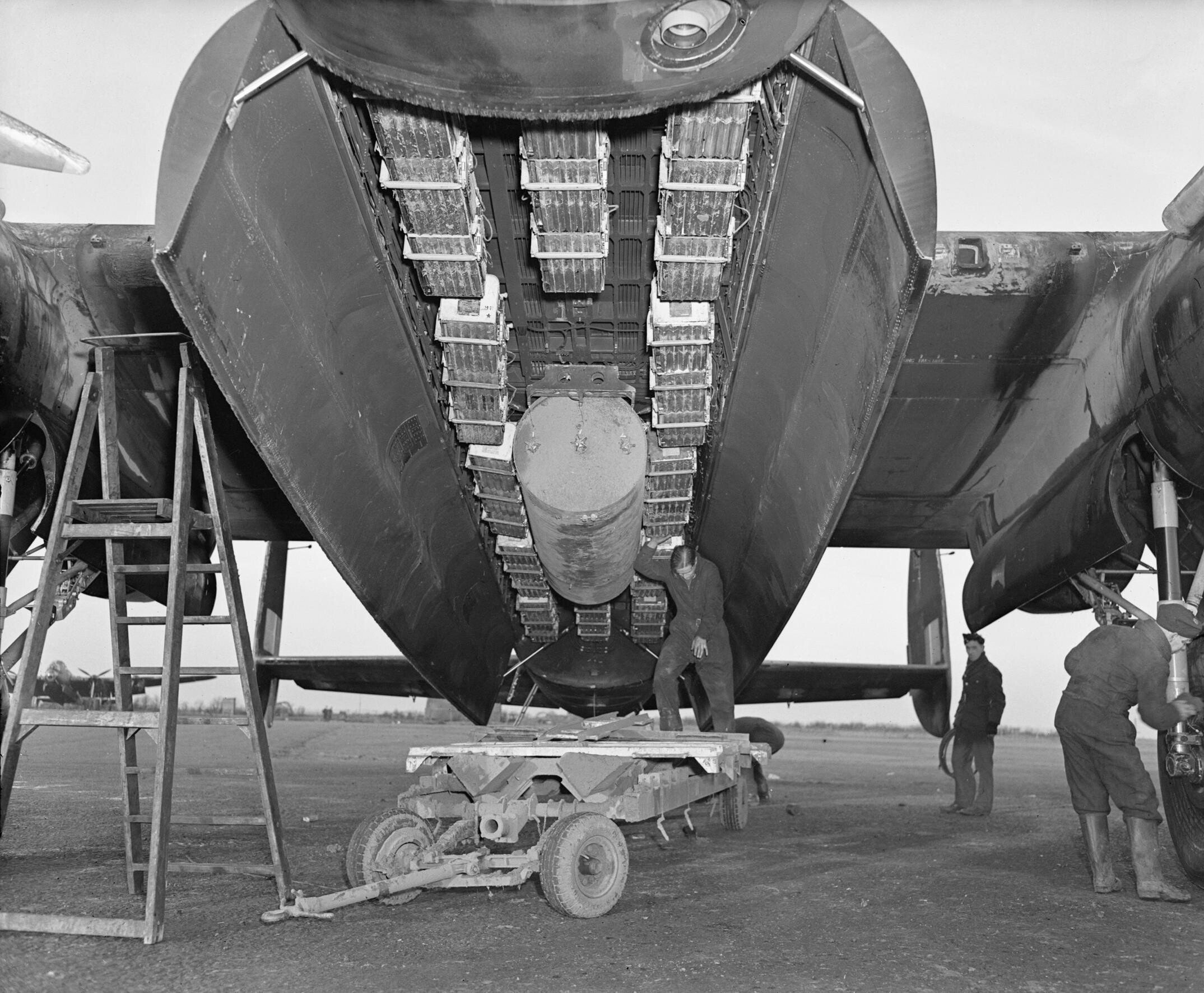
Komora bombowa Avro Lancastera: widoczna ciężka bomba 4000-funtowa i pakiety bomb zapalających

Komora bombowa – element wewnętrznego podziału konstrukcyjnego płatowców samolotów bojowych, przede wszystkim samolotów bombowych, w postaci pomieszczenia służącego do przenoszenia bomb lub innego uzbrojenia podwieszanego. 
Początkowo samoloty przenosiły bomby w kabinie załogi, rzucane ręcznie, później – w okresie I wojny światowej – podstawowym sposobem przenoszenia bomb stało się zewnętrzne podwieszanie ich pod skrzydłami lub kadłubem na specjalnych wyrzutnikach. Zewnętrzne podwieszanie bomb miało jednak wadę w postaci zwiększenia oporu aerodynamicznego samolotu, co stało się istotne, kiedy samoloty zaczęły dążyć do rozwijania większych prędkości. Rozwiązaniem stało się przenoszenie bomb w specjalnych przedziałach wewnątrz konstrukcji płatowca - komorach bombowych. 
W okresie I wojny światowej komory bombowe pojawiły się jedynie na niektórych cięższych samolotach, dopiero później stały się typowym wyposażeniem samolotów bombowych, zwłaszcza średnich i ciężkich. Komory bombowe posiadała większość średnich i ciężkich bombowców począwszy od lat 30. oraz część lekkich bombowców i samolotów szturmowych. Stosowane były też w konstrukcji morskich samolotów patrolowych i samolotów do zwalczania okrętów podwodnych. 
Komory bombowe umieszczano przede wszystkim w dolnej środkowej części kadłuba samolotu, rzadziej wewnątrz konstrukcji skrzydeł. Komory bombowe mają od dołu drzwi, otwierane automatycznie przed zrzuceniem bomb, z reguły wzdłużnie. Nietypowy system harmonijkowych drzwi komory bombowej zastosowano w Consolidated B-24 Liberator. Bomby w komorze zawieszone są z reguły na zamkach - wyrzutnikach, sterowanych zdalnie przez załogę samolotu i umożliwiających zrzucenie bomb, po otwarciu drzwi komory bombowej. Bomby podwieszane są, zależnie od typu komory, najczęściej poziomo, rzadziej pionowo (np. w He 111, czy Liberator). W niektórych sytuacjach demontowano drzwi komory bombowej celem zabrania jednej bomby dużego wagomiaru (np. bomba "Cookie" w bombowcu Vickers Wellington o masie 1818 kg, czy Tallboy i Grand Slam dla Avro Lancastera). Rzadziej stosowane były w mniejszych bombowcach jednosilnikowych, np. Grumman TBF Avenger. W zależności od konstrukcji samolotu, stosowana jest jedna duża komora bombowa w kadłubie (jak np. w maszynie Avro Lancaster) lub kilka mniejszych (np. polski bombowiec PZL.37 Łoś miał aż dwie komory bombowe w kadłubie i 8 w centropłacie). Podobne rozwiązanie było w Handley Page Halifax. Bombowiec B-29 miał dwie komory bombowe w kadłubie, zrzut bomb wymagał synchronizacji z uwagi na konieczność zachowania stateczności lotu. Oprócz bomb lotniczych, asortyment uzbrojenia przenoszonego w komorach bombowych mógł obejmować, w zależności od samolotu, lotnicze bomby głębinowe, miny morskie, torpedy, zasobniki zapalające.
W okresie po II wojnie światowej, w związku z wprowadzeniem pocisków rakietowych i ograniczeniem roli klasycznych bombowców na rzecz mniejszych samolotów myśliwsko-szturmowych, ponownie większość uzbrojenia lotniczego podwieszana była na zewnętrznych belkach podskrzydłowych lub podkadłubowych. Komory bombowe miały wciąż bombowce strategiczne oraz część bombowców taktycznych i samolotów patrolowych, posiadających większą pojemność kadłuba. Ponownie komory bombowe, będące obecnie już komorami uzbrojenia, zaczęto stosować na części samolotów myśliwskich i myśliwsko-szturmowych od późnych lat 80., w związku z wymaganiami utrudnienia wykrywalności przez radary (technologii stealth), ponieważ uzbrojenie podwieszone ułatwia odbicie fal radarowych. Komory te służą obecnie przede wszystkim do podwieszania pocisków rakietowych powietrze-powietrze i powietrze-ziemia.
Współczesne bombowce strategiczne (np. Tu-160) mają komory bombowe dostosowane do przenoszenia pocisków manewrujących, mieszczące wyrzutnie bębnowe, obracane w płaszczyźnie podłużnej samolotu (wyrzucany jest pocisk, który znajduje się na dole bębna, po czym jest ona obracana w celu wyrzucenia kolejnego pocisku). 
W konstrukcji najnowszych myśliwców wielozadaniowych z XXI wieku, konstruowanych z zachowaniem zasad trudnowykrywalności (stealth), jak F-35, stosowane są analogiczne komory na uzbrojenie, obejmujące przede wszystkim kierowane pociski rakietowe do walki powietrznej. Celem ich stosowania jest przede wszystkim zmniejszenie skutecznej powierzchni odbicia, którą zwiększa uzbrojenie podwieszone na zewnątrz. Konsekwencją jest jednak zabieranie mniejszej ilości uzbrojenia, niż w przypadku wykorzystania podwieszeń zewnętrznych.